# Папоротный (Горячий Ключ)
Папоротный — хутор в муниципальном образовании «город Горячий Ключ» Краснодарского края России. Входит в состав Саратовского сельского округа.   

## География
Хутор расположен   в центральной части края, на северных склонах западной части Главного Кавказского хребта, вдоль долины реки Псекупс. Протекает река Малый Чибий.

## История
Согласно Закону Краснодарского края от 10 марта 2004 года  № 669-КЗ   хутор Папоротный вошёл в состав образованного муниципального образования  город Горячий Ключ.

## Население
| 2002 | 2010 |
| ---- | ---- |
| 14   | ↗84  |

Национальный состав
Согласно результатам переписи 2002 года, в национальной структуре населения русские составляли 79 % от 14 жителей.

## Инфраструктура
Социальные объекты в населённом пункте отсутствуют. к хутору примыкает СТ Папоротное.

## Транспорт
Доступен автомобильный транспорт. Остановка общественного транспорта.